# 贝西·科尔曼
贝西·科尔曼（Bessie Coleman，1892年1月26日—1926年4月30日）是一位美国民航飞行员。她是第一位获得飞行执照的非裔美国女性，也是第一位获得执照的美國原住民。她于1921年获得了国际飞行驾驶执照。她出生于德克萨斯州的一个佃農家庭，很小的时候就入棉田劳作，但也在一所小的隔离学校学习过，后来在兰斯顿大学上了一个学期的大学。她对飞行产生了兴趣，但是非洲裔美国人、美國原住民和女性在美国没有飞行训练机会，所以她攒了钱去法国成为一名持有执照的飞行员。她很快成为了美国一个成功的航展飞行员，并希望为非裔美国人的飞行员开办一所学校。1926年，她在试飞她的新飞机时死于飞机失事。她的开创性举动为早期飞行员以及非裔美国人和美洲原住民人群提供了启发。

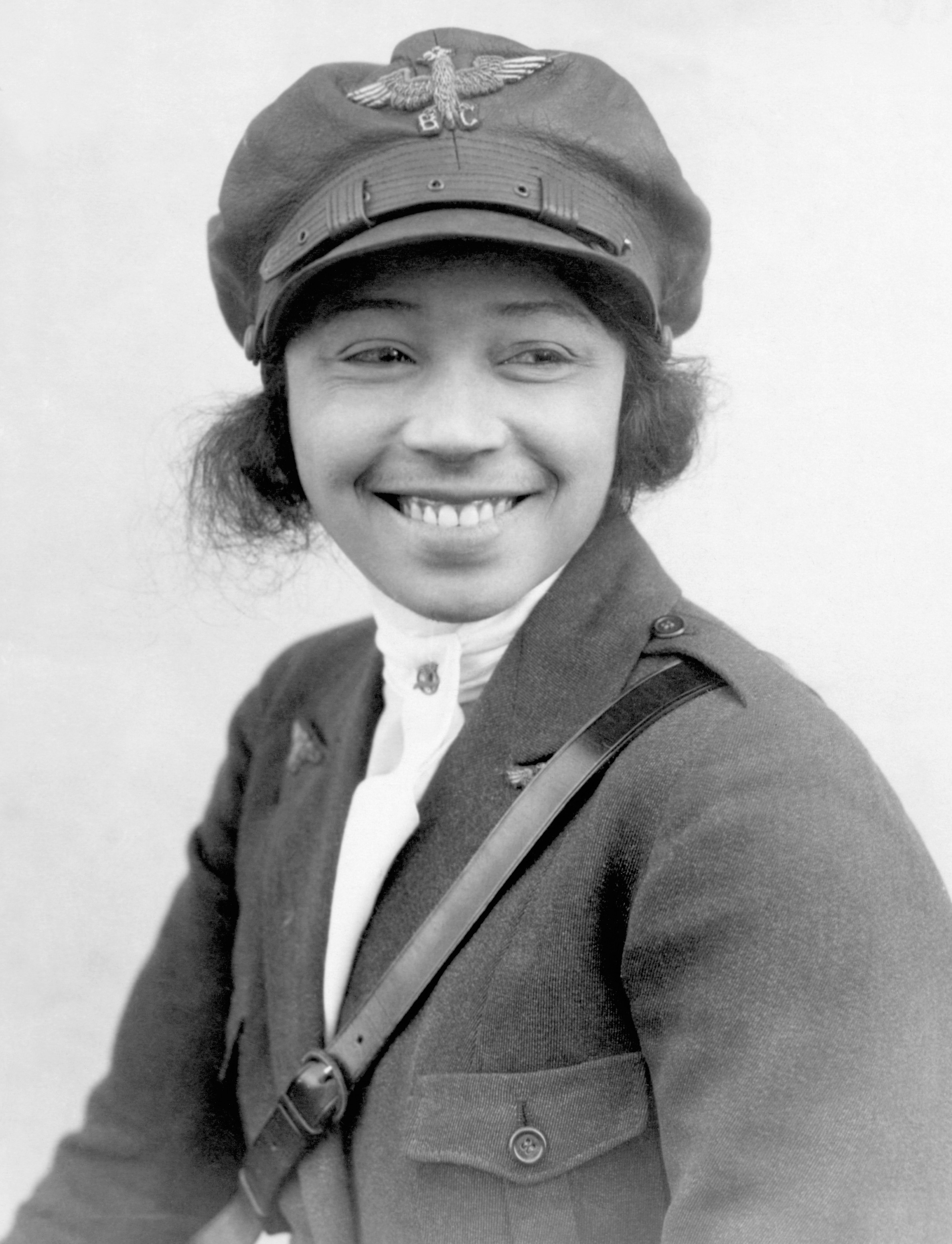
Bessie Coleman, c.1923.